# Riksdagen 1563
Riksdagen 1563 ägde rum i Stockholm.
Den 23 april 1561 stämdes hertig Johan av Erik XIV att inom tre veckor svara på anklagelser för landsförrädiska planer. En vecka innan stämningen hade Erik XIV kallat till denna riksdag den 1 juni 1563.
Jöran Persson anklagade på riksdagen hertigen för landsförräderi och att brutit mot Arboga artiklar  Domen den 7 juni var att hertig Johan förverkat liv, gods och arvsrätt till riket. Den 12 augusti gav sig Johan efter strid och blev satt i fängelse i Gripsholm.
Riksdagen avslutades den 7 juni 1563.